# Saison 1964-1965 de la LIH
Saison précédente Saison suivante
La Saison 1964-1965 est la vingtième saison de la ligue internationale de hockey.
Les Komets de Fort Wayne remporte la Coupe Turner en battant les Oak Leafs de Des Moines en série éliminatoire.

## Saison régulière
Une nouvelle équipe joint la ligue avant le début de la saison, soit les Gems de Dayton. Les Bulldogs de Windsor et les Maroons de Chatham cessent pour leur part leurs activités avant le début de cette campagne.
Apparition du Trophée des gouverneurs remis annuellement au joueur jugé le meilleur à la position de défenseur en saison régulière.

### Classement de la saison régulière
| Clt   | Équipe                  | PJ | V  | D  | N | BP  | BC  | Pts |
| ----- | ----------------------- | -- | -- | -- | - | --- | --- | --- |
| +001, | Flags de Port Huron     | 70 | 43 | 22 | 5 | 336 | 258 | 91  |
| +002, | Komets de Fort Wayne    | 70 | 40 | 25 | 5 | 344 | 240 | 85  |
| +003, | Oak Leafs de Des Moines | 70 | 39 | 26 | 5 | 303 | 277 | 83  |
| +004, | Blades de Toledo        | 70 | 32 | 36 | 2 | 297 | 327 | 66  |
| +005, | Gems de Dayton          | 70 | 23 | 45 | 2 | 283 | 396 | 48  |
| +006, | Zephyrs de Muskegon     | 70 | 22 | 45 | 3 | 30  | 385 | 47  |

- Champion de la saison régulière
- Qualifié pour les séries éliminatoires

### Meilleurs pointeurs
| Joueur              | Équipe     | PJ | B  | A  | Pts | Pun |
| ------------------- | ---------- | -- | -- | -- | --- | --- |
| Lloyd Maxfield      | Port Huron | 70 | 46 | 75 | 121 | 62  |
| Bryan McLay         | Muskegon   | 70 | 46 | 70 | 116 | 54  |
| Bobby Rivard        | Fort Wayne | 70 | 46 | 70 | 116 | 44  |
| Merv Dubchak        | Fort Wayne | 70 | 52 | 49 | 101 | 49  |
| Bill LeCaine        | Port Huron | 66 | 42 | 59 | 101 | 151 |
| Ken Gribbons        | Port Huron | 70 | 51 | 48 | 99  | 101 |
| Frank St. Marseille | Port Huron | 70 | 38 | 59 | 97  | 57  |
| Joe Kastelic        | Muskegon   | 69 | 47 | 47 | 94  | 39  |
| Len Thornson        | Fort Wayne | 67 | 41 | 52 | 93  | 10  |
| Stan Konrad         | Muskegon   | 61 | 26 | 66 | 92  | 59  |

## Séries éliminatoires
Les séries éliminatoires se déroulent du 30 mars au 27 avril. Les vainqueurs des demi-finales s'affrontent pour l'obtention de la Coupe Turner.

### Tableau
|  | Demi-finales            | Demi-finales         |                         |   | Finale | Finale |
|  | Demi-finales            | Demi-finales         |                         |   | Finale | Finale |
|  |                         |                      |                         |   |        |        |
|  |                         |                      |                         |   |        |        |
|  |                         |                      |                         |   |        |        |
|  | Oak Leafs de Des Moines | 4                    |                         |   |        |        |
|  | Oak Leafs de Des Moines | 4                    |                         |   |        |        |
|  | Flags de Port Huron     | 3                    |                         |   |        |        |
|  | Flags de Port Huron     | 3                    | Oak Leafs de Des Moines | 2 |        |        |
|  |                         |                      | Oak Leafs de Des Moines | 2 |        |        |
|  |                         | Komets de Fort Wayne | 4                       |   |        |        |
|  | Komets de Fort Wayne    | Komets de Fort Wayne | 4                       | 4 |        |        |
|  | Komets de Fort Wayne    |                      |                         | 4 |        |        |
|  | Blades de Toledo        | 0                    |                         |   |        |        |
|  | Blades de Toledo        | 0                    |                         |   |        |        |

### Demi-finales
Pour les demi-finales, l'équipe ayant terminé au premier rang lors de la saison régulière, les Flags de Port Huron, affrontent l'équipe ayant terminé au troisième rang, les Oak Leafs de Des Moines, puis celle ayant fini au deuxième rang, les Komets de Fort Wayne, font face à l'équipe ayant pris la quatrième place, les Blades de Toledo. Pour remporter les demi-finales, les équipes doivent obtenir quatre victoires.
| Date     | Équipe à domicile       | Score   | Équipe visiteuse        |
| -------- | ----------------------- | ------- | ----------------------- |
| 30 mars  | Oak Leafs de Des Moines | 4-6     | Flags de Port Huron     |
| 2 avril  | Oak Leafs de Des Moines | 4-3 (P) | Flags de Port Huron     |
| 3 avril  | Flags de Port Huron     | 2-4     | Oak Leafs de Des Moines |
| 5 avril  | Flags de Port Huron     | 4-2     | Oak Leafs de Des Moines |
| 7 avril  | Oak Leafs de Des Moines | 0-6     | Flags de Port Huron     |
| 9 avril  | Flags de Port Huron     | 4-5     | Oak Leafs de Des Moines |
| 11 avril | Oak Leafs de Des Moines | 3-1     | Flags de Port Huron     |

Les Oak Leafs de Des Moines remportent la série 4 victoires à 3.
| Date    | Équipe à domicile | Score   | Équipe visiteuse     |
| ------- | ----------------- | ------- | -------------------- |
| 30 mars | Blades de Toledo  | 1-8     | Komets de Fort Wayne |
| 31 mars | Blades de Toledo  | 4-5 (P) | Komets de Fort Wayne |
| 3 avril | Blades de Toledo  | 4-6     | Komets de Fort Wayne |
| 4 avril | Blades de Toledo  | 3-5     | Komets de Fort Wayne |

Les Komets de Fort Wayne remportent la série 4 victoires à 0.

### Finale
La finale oppose les vainqueurs de leur série respectives, les Oak Leafs de Des Moines et les Komets de Fort Wayne. Pour remporter la finale les équipes doivent obtenir quatre victoires.
| Date     | Équipe à domicile       | Score | Équipe visiteuse        |
| -------- | ----------------------- | ----- | ----------------------- |
| 14 avril | Oak Leafs de Des Moines | 1-2   | Komets de Fort Wayne    |
| 17 avril | Oak Leafs de Des Moines | 4-6   | Komets de Fort Wayne    |
| 20 avril | Komets de Fort Wayne    | 3-6   | Oak Leafs de Des Moines |
| 23 avril | Komets de Fort Wayne    | 5-3   | Oak Leafs de Des Moines |
| 24 avril | Komets de Fort Wayne    | 6-7   | Oak Leafs de Des Moines |
| 27 avril | Oak Leafs de Des Moines | 5-7   | Komets de Fort Wayne    |

Les Komets de Fort Wayne remportent la série 4 victoires à 2.

### Effectifs de l'équipe championne
Voici l'effectif des Komets de Fort Wayne, champion de la Coupe Turner 1965:
- Joueur-Entraîneur : Eddie Long.
- Joueurs : Bobby Rivard, Merv Dubchak, Len Thornson, Norman Waslawski, Reg Primeau, John Goodwin, Lionel Repka, Richard "Chick" Balon, Bill Orban, Ted Wright, Cal Purinton, Terry Pembroke, Cy Whiteside et Chuck Adamson.

## Trophée remis
| Trophée               | Description                       | Vainqueur             |
| --------------------- | --------------------------------- | --------------------- |
| Coupe Turner          | Champion des séries éliminatoires | Komets de Fort Wayne. |
| Trophée Fred-A.-Huber | Champion de la saison régulière   | Flags de Port Huron.  |

| Trophée                  | Description                                         | Vainqueur                               |
| ------------------------ | --------------------------------------------------- | --------------------------------------- |
| Trophée Leo-P.-Lamoureux | Meilleur pointeur                                   | Lloyd Maxfield des Flags de Port Huron. |
| Trophée James-Gatschene  | Joueur MVP                                          | William Chalmers des Blades de Toledo.  |
| Leading Rookie award     | Meilleur joueur recrue                              | Bob Thomas des Blades de Toledo.        |
| Trophée des gouverneurs  | Meilleur défenseur                                  | Lionel Repka des Komets de Fort Wayne.  |
| Trophée James-Norris     | Gardien avec la plus faible moyenne de buts alloués | Chuck Adamson des Komets de Fort Wayne. |